# Progressione del record europeo dei 200 m stile libero

## Uomini

### Vasca lunga
| #                                               | Tempo   | +               | Atleta                    | Nazionalità      | Data              | Evento                                       | Luogo                                       | Ref   |
| ----------------------------------------------- | ------- | --------------- | ------------------------- | ---------------- | ----------------- | -------------------------------------------- | ------------------------------------------- | ----- |
| 1                                               | 2'31"6  | 34m             | Otto Scheff               | Impero austriaco | 11 novembre 1908  |                                              | Vienna, Austria                             |       |
| 2                                               | 2'16"6  |                 | Arne Borg                 | Svezia           | 12 dicembre 1924  |                                              | Stoccolma, Svezia                           |       |
| 3                                               | 2'16"0  |                 | Istvan Barany             | Regno d’Ungheria | 23 marzo 1930     |                                              | Bruges, Belgio                              |       |
| 4                                               | 2'14"2  |                 | Jean Taris                | Francia          | 9 giugno 1930     |                                              | Parigi, Francia                             |       |
| 5                                               | 2'14"0  |                 | Jean Taris                | Francia          | 24 aprile 1932    |                                              | Reims, Francia                              |       |
| 6                                               | 2'12"2  |                 | Björn Borg                | Svezia           | 17 aprile 1938    |                                              | Aarhus, Danimarca                           |       |
| 7                                               | 2'10"8  |                 | Björn Borg                | Svezia           | 1 febbraio 1942   |                                              | Germania, Berlino                           |       |
| 8                                               | 2'09"8  |                 | Alex Jany                 | Francia          | 15 settembre 1945 |                                              | Marsiglia, Francia                          |       |
| 9                                               | 2'05"4  | Record mondiale | Alex Jany                 | Francia          | 20 settembre 1946 |                                              | Marsiglia, Francia                          |       |
| 10                                              | 2'03"4  | ,25y            | Jack Wardrop              | Gran Bretagna    | 4 Marco 1955      |                                              | Columbus, Stati Uniti                       |       |
| Nuovo regolamento: vasca da 55 yards o 50 metri |         |                 |                           |                  |                   |                                              |                                             |       |
| 11                                              | 2'04"8  |                 | Frank Wiegand             | Germania Est     | 3 luglio 1961     |                                              | Berlino Est, Repubblica Democratica Tedesca |       |
| 12                                              | 2'04"7  |                 | Gerhard Hetz              | Germania Ovest   | 13 agosto 1961    |                                              | Reutlingen, Germania Ovest                  |       |
| 13                                              | 2'04"0  |                 | Gerhard Hetz              | Germania Ovest   | 9 settembre 1961  |                                              | Monte Carlo,Principato di Monaco            |       |
| 14                                              | 2'02"6  |                 | Ian Black                 | Gran Bretagna    | 24 aprile 1962    |                                              | Cardiff, Galles                             |       |
| 15                                              | 2'01"7  |                 | Gerhard Hetz              | Germania Ovest   | 20 maggio 1962    |                                              | Dortmund, Germania Ovest                    |       |
| 16                                              | 2'00"2  |                 | Hans-Joachim Klein        | Germania Ovest   | 13 ottobre 1963   |                                              | Tokyo, Giappone                             |       |
| 17                                              | 1'58"2  | Record mondiale | Hans-Joachim Klein        | Germania Ovest   | 24 maggio 1964    |                                              | Dortmund, Germania Ovest                    |       |
| 18                                              | 1'57"8  |                 | Leonid Il'ičëv            | Unione Sovietica | 29 aprile 1967    |                                              | Nanterre, Francia                           |       |
| 19                                              | 1'57"6  |                 | Leonid Il'ičëv            | Unione Sovietica | 1 agosto 1967     |                                              | Mosca, Unione Sovietica                     |       |
| 20                                              | 1'56"9  |                 | Leonid Il'ičëv            | Unione Sovietica | 2 aprile 1968     |                                              | Tallinn, Unione Sovietica                   |       |
| 21                                              | 1'56"5  |                 | Hans Fassnacht            | Germania Ovest   | 15 agosto 1969    |                                              | Louisville, Stati Uniti                     |       |
| 22                                              | 1'56"4  |                 | Hans Fassnacht            | Germania Ovest   | 8 settembre 1970  |                                              | Barcellona, Spagna franchista               |       |
| 23                                              | 1'55"2  |                 | Hans Fassnacht            | Germania Ovest   | 9 settembre 1970  |                                              | Barcellona, Spagna franchista               |       |
| 24                                              | 1'54"0  |                 | Lampe Werner              | Germania Ovest   | 29 agosto 1972    |                                              | Monaco, Germania Ovest                      |       |
| 25                                              | 1'53"99 |                 | Lampe Werner              | Germania Ovest   | 29 agosto 1972    |                                              | Monaco, Germania Ovest                      |       |
| 26                                              | 1'53"97 |                 | Roger Pyttel              | Germania Est     | 4 settembre 1973  |                                              | Belgrado, Jugoslavia                        |       |
| 27                                              | 1'53"10 |                 | Peter Nocke               | Germania Ovest   | 19 agosto 1974    |                                              | Vienna, Austria                             |       |
| 28                                              | 1'52"95 |                 | Klaus Steinbach           | Germania Ovest   | 10 marzo 1976     |                                              | Bonn, Germania Ovest                        |       |
| 29                                              | 1'51"86 |                 | Peter Nocke               | Germania Ovest   | 19 agosto 1976    |                                              | Monaco, Germania Ovest                      |       |
| 30                                              | 1'51"41 |                 | Klaus Steinbach           | Germania Ovest   | 19 luglio 1976    | Giochi olimpici                              | Montréal, Canada                            |       |
| 31                                              | 1'50"73 |                 | Andrej Krylov             | Unione Sovietica | 19 luglio 1976    | Giochi olimpici                              | Montréal, Canada                            |       |
| 32                                              | 1'49"83 | Record mondiale | Sergej Kopljakov          | Unione Sovietica | 7 aprile 1979     | URS vs. DDR Junior meet                      | Potsdam, Germania Est                       |       |
| 33                                              | 1'49"81 |                 | Sergej Kopljakov          | Unione Sovietica | 21 luglio 1980    |                                              | Mosca, Unione Sovietica                     |       |
| 34                                              | 1'49"55 |                 | Michael Groß              | Germania Ovest   | 1 agosto 1982     |                                              | Guayaquil, Ecuador                          |       |
| 35                                              | 1'49"30 |                 | Sven Lodziewski           | Germania Est     | 15 giugno 1983    |                                              | Gera, Germania Est                          |       |
| 36                                              | 1'48"28 | Record mondiale | Michael Groß              | Germania Ovest   | 21 giugno 1983    | FRG Nationals & European Championship Trials | Hannover, Germania Ovest                    |       |
| 37                                              | 1'47"87 | Record mondiale | Michael Groß              | Germania Ovest   | 22 agosto 1983    | Campionati europei                           | Roma, Italia                                |       |
| 38                                              | 1'47"55 | Record mondiale | Michael Groß              | Germania Ovest   | 8 giugno 1984     | FRG Olympic Trials                           | Monaco, Germania Ovest                      |       |
| 39                                              | 1'47"44 | Record mondiale | Michael Groß              | Germania Ovest   | 29 luglio 1984    | Giochi olimpici                              | Los Angeles, Stati Uniti                    |       |
| 40                                              | 1'46"69 | Record mondiale | Giorgio Lamberti          | Italia           | 15 agosto 1989    | Campionati europei                           | Bonn, Germania Ovest                        |       |
| 41                                              | 1'46"58 |                 | Pieter van den Hoogenband | Paesi Bassi      | 19 dicembre 1999  |                                              | Eindhoven, Paesi Bassi                      |       |
| 42                                              | 1'45"35 | Record mondiale | Pieter van den Hoogenband | Paesi Bassi      | 17 settembre 2000 | Giochi olimpici                              | Sydney, Australia                           |       |
| 42=                                             | 1'45"35 | Record mondiale | Pieter van den Hoogenband | Paesi Bassi      | 18 settembre 2000 | Giochi olimpici                              | Sydney, Australia                           |       |
| 43                                              | 1'44"89 |                 | Pieter van den Hoogenband | Paesi Bassi      | 2 agosto 2002     |                                              | Berlino, Germania                           |       |
| 44                                              | 1'44"88 |                 | Paul Biedermann           | Germania         | 14 giugno 2009    |                                              | Monte Carlo,Principato di Monaco            |       |
| 45                                              | 1'44"71 |                 | Paul Biedermann           | Germania         | 28 giugno 2009    |                                              | Berlino, Germania                           |       |
| 46                                              | 1'43"65 |                 | Paul Biedermann           | Germania         | 27 luglio 2009    | Campionati mondiali                          | Roma, Italia                                |       |
| 47                                              | 1'42"00 | Record mondiale | Paul Biedermann           | Germania         | 28 luglio 2009    | Campionati mondiali                          | Roma, Italia                                | [ 1 ] |

Legenda: Ref - Referto della gara;
Record non ottenuti in finale: (b) - batteria; (sf) - semifinale; (s) - staffetta prima frazione.

### Vasca corta
| #                                            | Tempo   | +               | Atleta                    | Nazionalità    | Data             | Evento            | Luogo                         | Ref   |
| -------------------------------------------- | ------- | --------------- | ------------------------- | -------------- | ---------------- | ----------------- | ----------------------------- | ----- |
| -                                            | 1'44"50 |                 | Michael Groß              | Germania Ovest | 27 novembre 1982 |                   | Offenbach, Germania           |       |
| -                                            | 1'44"14 |                 | Michael Groß              | Germania Ovest | 5 febbraio 1988  | Meeting Coca-Cola | Boulogne-Billancourt, Francia |       |
| -                                            | 1'43"95 |                 | Giorgio Lamberti          | Italia         | 14 febbraio 1988 |                   | Bonn, Germania Ovest          |       |
| -                                            | 1'43"64 | Record mondiale | Giorgio Lamberti          | Italia         | 11 febbraio 1990 | Coppa del Mondo   | Bonn, Germania                |       |
| Record riconosciuti ufficialmente dalla FINA |         |                 |                           |                |                  |                   |                               |       |
| 1                                            | 1'42"46 |                 | Pieter van den Hoogenband | Paesi Bassi    | 16 dicembre 2001 |                   | Anversa, Belgio               |       |
| 2                                            | 1'42"45 |                 | Pieter van den Hoogenband | Paesi Bassi    | 26 gennaio 2003  |                   | Berlino, Germania             |       |
| 3                                            | 1'41"89 |                 | Pieter van den Hoogenband | Paesi Bassi    | 14 dicembre 2003 |                   | Dublino, Irlanda              |       |
| 4                                            | 1'40"83 | Record mondiale | Paul Biedermann           | Germania       | 16 novembre 2008 | Coppa del Mondo   | Berlino, Germania             |       |
| 5                                            | 1'39"37 | Record mondiale | Paul Biedermann           | Germania       | 15 novembre 2009 | Coppa del Mondo   | Berlino, Germania             | [ 2 ] |

Legenda: Ref - Referto della gara;
Record non ottenuti in finale: (b) - batteria; (sf) - semifinale; (s) - staffetta prima frazione.

## Donne

### Vasca lunga
| #                                               | Tempo   | +               | Atleta                | Nazionalità    | Data              | Evento                                    | Luogo                             | Ref   |
| ----------------------------------------------- | ------- | --------------- | --------------------- | -------------- | ----------------- | ----------------------------------------- | --------------------------------- | ----- |
| 1                                               | 2'50"4  |                 | Lotte Lehmann         | Germania       | 27 febbraio 1927  |                                           | Lipsia, Germania                  |       |
| 2                                               | 2'47"8  |                 | Reni Erkens           | Germania       | 17 gennaio 1928   |                                           | Duisburg, Germania                |       |
| 3                                               | 2'42"8  |                 | Marie Braun           | Paesi Bassi    | 21 settembre 1931 |                                           | Parigi, Francia                   |       |
| 4                                               | 2'40"8  |                 | Marie Braun           | Paesi Bassi    | 3 maggio 1933     |                                           | Amsterdam, Paesi Bassi            |       |
| 5                                               | 2'28"6  | , 25m           | Willy den Ouden       | Paesi Bassi    | 3 maggio 1933     |                                           | Rotterdam, Paesi Bassi            |       |
| 6                                               | 2'27"6  | , 55y           | Willy den Ouden       | Paesi Bassi    | 5 maggio 1934     |                                           | Dundee, Regno Unito               |       |
| 7                                               | 2'25"3  | , 25m           | Willy den Ouden       | Paesi Bassi    | 8 settembre 1935  |                                           | Copenaghen, Danimarca             |       |
| 8                                               | 2'24"6  | , 25m           | Rie van Veen          | Paesi Bassi    | 26 febbraio 1938  |                                           | Rotterdam, Paesi Bassi            |       |
| 9                                               | 2'21"7  | , 25m           | Ragnhild Hveger       | Danimarca      | 11 settembre 1938 |                                           | Aarhus, Danimarca                 |       |
| Nuovo regolamento: vasca da 55 yards o 50 metri |         |                 |                       |                |                   |                                           |                                   |       |
| 10                                              | 2'22"1  |                 | Corrie Schimmel       | Paesi Bassi    | 27 giugno 1959    |                                           | Saarbrücken, Germania Ovest       |       |
| 11                                              | 2'21"5  |                 | Willie Lambour        | Paesi Bassi    | 12 giugno 1960    |                                           | Lipsia, Germania Ovest            |       |
| 12                                              | 2'21"3  |                 | Héda Frost            | Francia        | 12 luglio 1960    |                                           | Algeri, Algeria                   |       |
| 13                                              | 2'20"2  |                 | Jane Cederqvist       | Svezia         | 3 maggio 1961     |                                           | Haifa, Israele                    |       |
| 14                                              | 2'18"2  |                 | Artje Lasterie        | Paesi Bassi    | 26 agosto 1961    |                                           | Blackpool, Regno Unito            |       |
| 15                                              | 2'18"0  |                 | Daniela Beck          | Italia         | 27 luglio 1965    |                                           | Roma, Italia                      |       |
| 16                                              | 2'16"2  |                 | Elizabeth Long        | Regno Unito    | 11 agosto 1965    |                                           | Blackpool, Regno Unito            |       |
| 17                                              | 2'16"1  |                 | Elizabeth Long        | Regno Unito    | 13 agosto 1965    |                                           | Blackpool, Regno Unito            |       |
| 18                                              | 2'15"5  |                 | Claude Mandonnaud     | Francia        | 13 agosto 1966    |                                           | Mourenx, Francia                  |       |
| 19                                              | 2'15"0  |                 | Daniele Dorleans      | Francia        | 16 agosto 1967    |                                           | Marsiglia, Francia                |       |
| 20                                              | 2'14"7  |                 | Olga Kozikova         | Cecoslovacchia | 6 aprile 1968     |                                           | Žilina, Cecoslovacchia            |       |
| 21                                              | 2'14"4  |                 | Olga Kozikova         | Cecoslovacchia | 6 luglio 1968     |                                           | Santa Clara, USA                  |       |
| 22                                              | 2'12"4  |                 | Claude Mandonnaud     | Francia        | 3 agosto 1968     |                                           | Parigi, Francia                   |       |
| 23                                              | 2'10"2  |                 | Mirjana Segret        | Jugoslavia     | 18 agosto 1968    |                                           | Bratislava, Cecoslovacchia        |       |
| 24                                              | 2'08"9  |                 | Gabriele Wetzko       | Germania Est   | 24 agosto 1969    |                                           | Budapest, Ungheria                |       |
| 25                                              | 2'08"9  |                 | Gabriele Wetzko       | Germania Est   | 10 settembre 1970 |                                           | Barcellona, Spagna                |       |
| 26                                              | 2'07"2  |                 | Anke Rijnders         | Paesi Bassi    | 18 aprile 1972    |                                           | Hannover, Germania Ovest          |       |
| 27                                              | 2'07"1  |                 | Andrea Eife           | Germania Est   | 1 settembre 1972  |                                           | Monaco di Baviera, Germania Ovest |       |
| 28                                              | 2'06"3  |                 | Andrea Eife           | Germania Est   | 1 settembre 1972  |                                           | Monaco di Baviera, Germania Ovest |       |
| 29                                              | 2'05"7  |                 | Andrea Eife           | Germania Est   | 12 luglio 1973    |                                           | Berlino Est, Germania Est         |       |
| 30                                              | 2'05"64 |                 | Kornelia Ender        | Germania Est   | 19 agosto 1973    |                                           | Utrecht, Paesi Bassi              |       |
| 31                                              | 2'05"52 |                 | Andrea Eife           | Germania Est   | 5 settembre 1973  |                                           | Belgrado, Jugoslavia              |       |
| 32                                              | 2'05"25 |                 | Franke Angela         | Germania Est   | 5 luglio 1974     |                                           | Rostock, Germania Est             |       |
| 33                                              | 2'05"14 |                 | Enith Brigitha        | Paesi Bassi    | 25 luglio 1974    |                                           | Utrecht, Paesi Bassi              |       |
| 34                                              | 2'03"22 | Record mondiale | Kornelia Ender        | Germania Est   | 22 agosto 1974    | Campionati europei                        | Vienna, Austria                   |       |
| 35                                              | 2'02"27 | Record mondiale | Kornelia Ender        | Germania Est   | 15 marzo 1975     | DDR vs. URS Duel                          | Dresda, Germania Est              |       |
| 36                                              | 1'59"78 | Record mondiale | Kornelia Ender        | Germania Est   | 2 giugno 1976     | DDR Olympic Trials                        | Berlino Est, Germania Est         |       |
| 37                                              | 1'59"26 | Record mondiale | Kornelia Ender        | Germania Est   | 22 luglio 1976    | Giochi olimpici                           | Montréal, Canada                  |       |
| 38                                              | 1'59"04 | Record mondiale | Barbara Krause        | Germania Est   | 2 luglio 1978     | DDR Nationals & World Championship Trials | Berlino Est, Germania Est         |       |
| 39                                              | 1'58"33 |                 | Barbara Krause        | Germania Est   | 24 luglio 1980    |                                           | Mosca, Unione Sovietica           |       |
| 40                                              | 1'57"75 | Record mondiale | Kristin Otto          | Germania Est   | 23 maggio 1984    | DDR Nationals                             | Magdeburgo, Germania Est          |       |
| 41                                              | 1'57"55 | Record mondiale | Heike Friedrich       | Germania Est   | 18 giugno 1986    | DDR Nationals & World Championship Trials | Berlino Est, Germania Est         |       |
| 42                                              | 1'56"78 | Record mondiale | Franziska van Almsick | Germania       | 6 settembre 1994  | Campionati mondiali                       | Roma, Italia                      |       |
| 43                                              | 1'56"64 | Record mondiale | Franziska van Almsick | Germania       | 3 agosto 2002     | Campionati europei                        | Berlino, Germania                 |       |
| 44                                              | 1'56"47 | Record mondiale | Federica Pellegrini   | Italia         | 27 marzo 2007     | Campionati mondiali                       | Melbourne, Australia              |       |
| 45                                              | 1'55"52 | Record mondiale | Laure Manaudou        | Francia        | 28 marzo 2007     | Campionati mondiali                       | Melbourne, Australia              |       |
| 46                                              | 1'55"45 | Record mondiale | Federica Pellegrini   | Italia         | 11 agosto 2008    | Giochi olimpici                           | Pechino, Cina                     |       |
| 47                                              | 1'54"82 | Record mondiale | Federica Pellegrini   | Italia         | 13 agosto 2008    | Giochi olimpici                           | Pechino, Cina                     |       |
| 48                                              | 1'54"47 | Record mondiale | Federica Pellegrini   | Italia         | 8 marzo 2009      | Campionati italiani                       | Riccione, Italia                  |       |
| 49                                              | 1'53"67 | Record mondiale | Federica Pellegrini   | Italia         | 28 luglio 2009    | Campionati mondiali                       | Roma, Italia                      |       |
| 50                                              | 1'52"98 | Record mondiale | Federica Pellegrini   | Italia         | 29 luglio 2009    | Campionati mondiali                       | Roma, Italia                      | [ 3 ] |

Legenda: Ref - Referto della gara;
Record non ottenuti in finale: (b) - batteria; (sf) - semifinale; (s) - staffetta prima frazione.

### Vasca corta
| #  | Tempo   | +               | Atleta                | Nazionalità  | Data             | Evento              | Luogo                  | Ref   |
| -- | ------- | --------------- | --------------------- | ------------ | ---------------- | ------------------- | ---------------------- | ----- |
| 1  | 1'56"35 | limit           | Birgit Meineke        | Germania Est | 7 gennaio 1983   |                     | Indianapolis, USA      |       |
| 2  | 1'55"84 | Record mondiale | Franziska van Almsick | Germania     | 9 gennaio 1993   | Coppa del Mondo     | Pechino, Cina          |       |
| 3  | 1'55"12 |                 | Martina Moravcová     | Slovacchia   | 13 dicembre 1998 |                     | Sheffield, Regno Unito |       |
| 4  | 1'54"74 |                 | Martina Moravcová     | Slovacchia   | 16 dicembre 2001 |                     | Anversa, Belgio        |       |
| 5  | 1'54"64 |                 | Josefin Lillhage      | Svezia       | 11 febbraio 2005 |                     | New York, USA          |       |
| 6  | 1'54"53 |                 | Melanie Marshall      | Regno Unito  | 21 gennaio 2006  |                     | Berlino, Germania      |       |
| 7  | 1'54"25 |                 | Alena Popčanka        | Francia      | 10 dicembre 2006 |                     | Helsinki, Finlandia    |       |
| 8  | 1'53"48 |                 | Laure Manaudou        | Francia      | 17 novembre 2007 |                     | Berlino, Germania      |       |
| 9  | 1'53"18 | Record mondiale | Coralie Balmy         | Francia      | 6 dicembre 2008  | Campionati francesi | Angers, Francia        |       |
| 10 | 1'51"85 | Record mondiale | Federica Pellegrini   | Italia       | 14 dicembre 2008 | Campionati europei  | Fiume, Croazia         |       |
| 11 | 1'51"17 | Record mondiale | Federica Pellegrini   | Italia       | 13 dicembre 2009 | Campionati europei  | Istanbul, Turchia      |       |
| 12 | 1'50"78 | Record mondiale | Sarah Sjöström        | Svezia       | 7 dicembre 2014  | Campionati mondiali | Doha, Qatar            |       |
| 13 | 1'50"43 | Record mondiale | Sarah Sjöström        | Svezia       | 12 agosto 2017   | Coppa del Mondo     | Eindhoven, Paesi Bassi | [ 4 ] |

Legenda: Ref - Referto della gara;  limit - limite imposto il 1 agosto 1986
Record non ottenuti in finale: (b) - batteria; (sf) - semifinale; (s) - staffetta prima frazione.